# 나나에촌 (이바라키현 니하리군)
나나에촌(七会村)은 이바라키현 니하리군에 일찍이 존재했던 촌이다. 현재의 가스미가우라시 남부에 해당한다.

## 역사
- 1889년 4월 1일 - 정촌제 시행에 수반해 니하리군 나나에촌이 성립하였다.
- 1954년 3월 20일 - 니하리군, 시즈쿠촌과 합병해 지요다촌이 되었다.

## 인구
| 1891년 | 2,950 |
| 1920년 | 3,652 |
| 1935년 | 4,059 |
| 1950년 | 5,840 |

## 교통

### 철도
- 일본국유철도 ( →동일본 여객철도)
  - 조반선

### 도로
- 1급국도
  - 국도 제6호선

## 참고문헌
- 角川日本地名大辞典編纂委員会『角川日本地名大辞典 8 茨城県』、角川書店、1983年 ISBN 4040010809
- 日本加除出版株式会社編集部『全国市町村名変遷総覧』、日本加除出版、2006年、ISBN 4817813180